# Accordo di sesta eccedente
L'accordo di sesta eccedente o aumentata è un accordo che deve il suo nome all'intervallo di sesta eccedente che separa il basso da uno dei suoni componenti l'accordo.

## Vari tipi di sesta eccedente

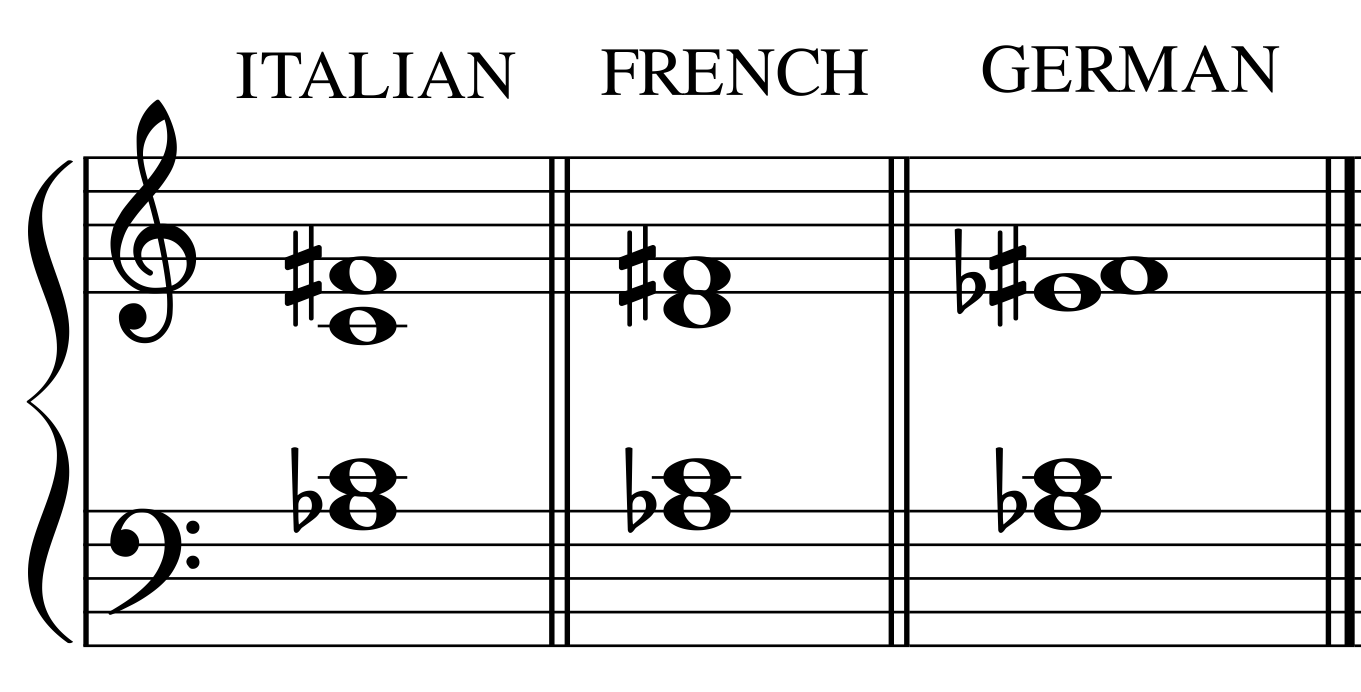
Accordo di sesta eccedente italiana, francese e tedesca in DO maggiore.

- La sesta eccedente tedesca è un accordo di settima di sensibile. Si costruisce sul IV grado innalzato cromaticamente (dominante secondaria VII del V) con la settima diminuita (V specie), si usa in primo rivolto e risolve sul V.

Es Do M: lab-do-mib-fa#, si risolve la sensibile secondaria (fa#), la settima (mib) scende di semitono, la terza abbassata (lab) in quanto dissonanza deve scendere di semitono e la quinta (do) scende di semitono.
- La sesta eccedente svizzera è essenzialmente uguale alla sesta tedesca con l'unica differenza che la 7ª dell'accordo è enarmonicamente differente (es. re# al posto di mib): quindi deriva dall'accordo di settima diminuita costruito sul II grado innalzato, con l'abbassamento della 5ª
- La sesta eccedente italiana è una triade costruita sul IV grado alterato con la 3ª abbassata, solitamente utilizzata come dominante secondaria che risolve sul V grado. (es. fa# lab do)
- La sesta eccedente francese è un accordo di settima di dominante della dominante con la 5ª abbassata, utilizzato solitamente come dominante secondaria che risolve sul V grado (es. re fa# lab do)

## Modi d'applicazione
Non trovandosi mai allo stato fondamentale, ma allo stato di I o II rivolto (ad eccezione della sesta eccedente italiana, che può essere usata anche allo stato fondamentale), essa poggia sempre sul VI grado minore o abbassato che scende o al I grado (in quarta e sesta) o al V grado  della scala a seconda dei casi.
Ecco alcune delucidazioni sull'uso delle seste:
La sesta eccedente italiana si usa solitamente nel modo minore, ma può essere usata anche nel modo maggiore (attraverso la scala maggiore armonica) e si trova allo stato di I rivolto. Essendo un primo rivolto di triade, esso si avvarrà della numerica 3-6 partendo dal basso apparente. La fondamentale sarà nuovamente il VI grado minore, poi la terza maggiore e la sesta eccedente. Esempio: nella tonalità di Do minore, La b è il fondamentale;  do la 3º M, fa #  la 6º ecc.
In alcuni viene usato anche allo stato fondamentale.
La sesta eccedente francese si usa solo sul modo minore, e si trova allo stato di II rivolto. Essendo un secondo rivolto di settima, esso si avvarrà della numerica 3-4-6, pertanto al basso la fondamentale sarà il VI grado minore e i rispettivi intervalli di terza maggiore, quarta eccedente e sesta eccedente in relazione al basso. Esempio: nella tonalità di Do minore, la b è il VI grado minore che poniamo al basso; la 3º M sarà do, la 4º ecc. sarà re, la 6 ecc. sarà fa #.  Può risolvere sia sulla dominante sia sulla tonica in quarta e sesta.
La sesta eccedente tedesca si usa in ambo i modi e si trova allo stato di I rivolto. Essendo un primo rivolto di settima, esso si avvarrà della numerica 3-5-6, pertanto al basso la fondamentale sarà il VI grado minore e i rispettivi intervalli di terza maggiore, quinta giusta e sesta eccedente in relazione al basso. Esempio: nella tonalità di Do minore, la b è il VI grado minore che poniamo al basso; la 3º M sarà do, la 5º G mi b, la 6 ecc. fa #. Può risolvere sulla dominante, ma in questo caso si avranno le cosiddette "quinte di Mozart" (lab-mib →  sol-re, accettate tranne nel caso in cui si trovino fra basso e soprano). Se invece risolve sulla tonica in quarta e sesta è definita sesta eccedente inglese, tale sistema prima di quarta e sesta e poi terza e quinta va a formare la cadenza composta consonante.
La sesta eccedente svizzera si usa solo nel modo maggiore, e si trova allo stato di II rivolto. Essendo un rivolto di settima, esso si avvarrà della numerica 3-4-6, pertanto al basso la fondamentale sarà il VI grado minore e i rispettivi intervalli di terza maggiore, quarta più che eccedente, sesta eccedente in relazione al basso. La risoluzione deve avvenire sul I grado armonico in quarta e sesta. Esempio: in do maggiore, la b è la sesta abbassata che poniamo al basso; do è la terza maggiore, re # è la quarta più che eccedente, fa# è la sesta eccedente.